# Bedonia

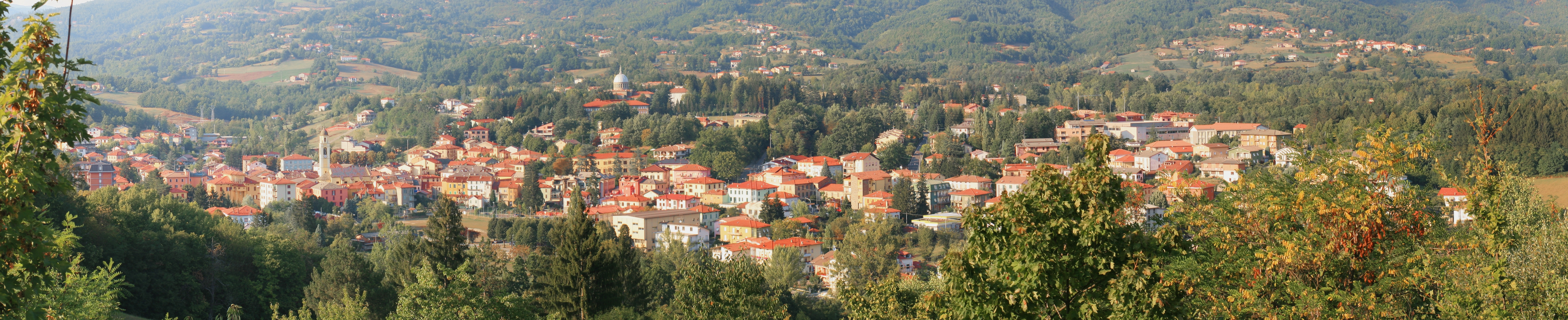
Bedonia

Bedonia is een gemeente in de Italiaanse provincie Parma (regio Emilia-Romagna) en telt 3806 inwoners (31-12-2004). De oppervlakte bedraagt 167,7 km², de bevolkingsdichtheid is 23 inwoners per km².
De volgende frazioni maken deel uit van de gemeente: Alpe, Anzola, Bruschi di Sopra, Bruschi di Sotto, Calice, Caneso, Carniglia, Casaleto, Casalporino, Casalmurata, Castagna, Castagnola, Cavignaca, Ceio, Chiesiola, Cornolo, Drusco, Fontanachiosa, Foppiano, Illica, Le Coste, Libbia, Liveglia, Masanti di Sopra, Masanti di Sotto, Momarola, Montarsiccio, Monti, Nociveglia, Piane di Carniglia, Pilati, Ponteceno, Prato, Revoleto, Rio Merlino, Romezzano, Roncole, Scopolo, Selvola, Setterone, Spora, Strepeto, Tasola, Tomba, Travaglini, Volpara.

## Demografie
Bedonia telt ongeveer 1851 huishoudens. Het aantal inwoners daalde in de periode 1991-2001 met 14,0% volgens cijfers uit de tienjaarlijkse volkstellingen van ISTAT.
| Jaar | Inwoneraantal |
| ---- | ------------- |
| 1991 | 4443          |
| 2001 | 3823          |

## Geografie
Bedonia grenst aan de volgende gemeenten: Bardi, Compiano, Ferriere (PC), Santo Stefano d'Aveto (GE), Tornolo.